# Дейв Ґілландерс
Дейв Ґілландерс (англ. Dave Gillanders, 18 травня 1939) — американський плавець.
Призер Олімпійських Ігор 1960 року.
Переможець Панамериканських ігор 1959 року.